# Dzmitry Barkalau
Dzmitry Barkalau (en bielorruso: Дзмітры Баркалаў; Barnaúl, URSS, 23 de febrero de 1986) es un deportista bielorruso que compitió en gimnasia artística. Ganó una medalla de plata en el Campeonato Europeo de Gimnasia Artística de 2012, en la prueba de suelo.

## Palmarés internacional
| Campeonato Europeo | Campeonato Europeo    | Campeonato Europeo | Campeonato Europeo |
| Año                | Lugar                 | Medalla            | Prueba             |
| ------------------ | --------------------- | ------------------ | ------------------ |
| 2012               | Montpellier (Francia) | Medalla de plata   | Suelo              |